# Tití de Barbara Brown
El tití de Barbara Brown (Callicebus barbarabrownae) és una espècie de tití pertanyent a la família Pitheciidae, tot i que abans fou considerada una subespècie de Callicebus personatus.

## Descripció
- Cua allargada.
- Pelatge dens compost de pèls llargs i suaus.
- Cap petit, arrodonit i amb una cara plana.
- L'esquena és de color blanc daurat pàl·lid, les cames i els avantbraços negres i la cua carabassa brillant.[3][4]

## Reproducció
És monògam i els grups són formats pels pares i la seva progènie. Les femelles pareixen cada any (durant l'estació humida) una ventrada d'una sola cria després d'un període de gestació de 5-6 mesos. Els joves creixen ràpidament fins a arribar a la mida adulta en deu mesos.

## Alimentació
Menja fruits, fulles i insectes. Els mascles condueixen el grup mentre mengen amb una gran varietat de vocalitzacions i senyals visuals.

## Hàbitat
La majoria de les poblacions es troba en àrees de matollars secs i prefereixen viure en els dossers molt densos dels boscos entre 240 i 900 m d'altitud. Probablement, baixa poques vegades a terra.

## Distribució geogràfica
És un endemisme de la caatinga del nord-est del Brasil: estats de Bahia i Sergipe. El gruix de la població es troba a la zona compresa entre el riu Paraguaçu al nord i Salvador de Bahia al sud.

## Costums
- Les parelles reproductores reforcen el seu vincle afectiu entrellaçant llurs cues.[9]
- Travessa el dosser amb un pas característic, grimpant per les branques amb les quatre extremitats i emprant les seves poderoses potes posteriors per saltar distàncies espectaculars.
- Mentre descansa, la cua li penja verticalment sobre una branca.
- És més actiu a trenc d'alba i al capvespre, descansa al migdia i a la nit dorm en arbres curosament seleccionats per evitar els depredadors.[6][9]

## Estat de conservació
Només en queden 250 individus en estat salvatge. Les seves principals amenaces són la pèrdua, la fragmentació i la degradació del seu hàbitat (a causa de l'expansió urbana, les activitats ramaderes, la construcció de noves autopistes, la desforestació, el desenvolupament de les plantacions de cafè i de canya de sucre, etc.), els accidents que pateixen per col·lisions a les carreteres i electrocucions a les línies elèctriques, la depredació per part d'animals domèstics i la seva captura per fer-los servir com a animal de companyia.